# Sen papieża Sergiusza i Ekshumacja św. Huberta
Sen papieża Sergiusza i Ekshumacja św. Huberta – dwa obrazy, pierwotnie należące do niezachowanego cyklu, autorstwa niderlandzkiego malarza Rogiera van der Weydena i jego uczniów z pracowni.
Sen papieża Sergiusza i Ekshumacja św. Huberta należały do większego cyklu obrazów, który do XVII wieku znajdował się w kaplicy św. Huberta w ówczesnej kolegiacie św. Guduli w Brukseli. Cykl zawierał sceny z legendy św. Huberta, czczonego w Liège.

Legenda św. Huberta
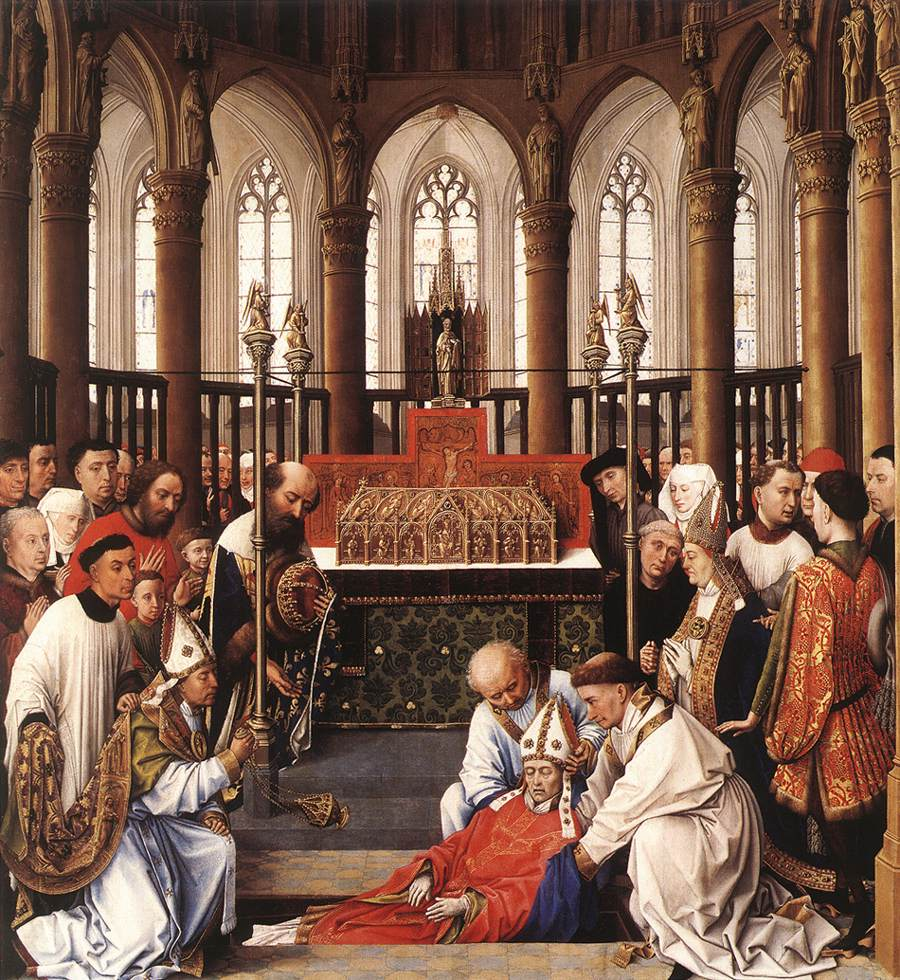
Ekshumacja św. Huberta, ok. 1437 - 1440, 88 x 81 cm, National Gallery w Londynie
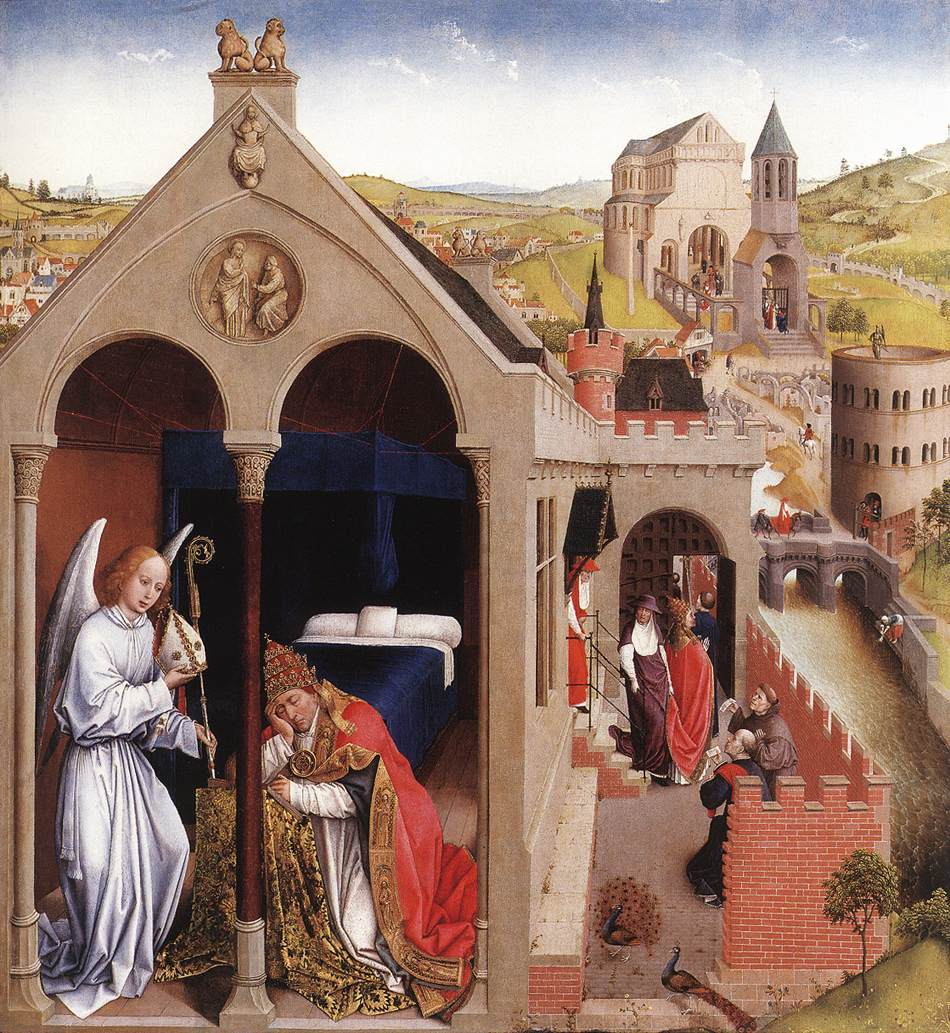
Sen papieża Sergiusza, ok. 1437 - 1440, 89 x 80 cm, J. Paul Getty Museum w Los Angeles

## Atrybucja i interpretacja obrazów
Cykl obrazów został prawdopodobnie zamówiony wspólnie przez spowinowacownych ze sobą mieszczan brukselskich Jana Vrientschapa i Jana Coelsa. Szwagrowie byli również fundatorami kaplicy, w której umieszczono zamówiony u Weydena cykl. Kupiec sukienny Jan Vrientschap osiągnął pozycję kanclerza księcia Burgundii, natomiast mąż jego siostry Cathariny, Jan Coels, pełnił zarówno obowiązki radcy miejskiego, jak i oficjalne urzędy na dworze książęcym.
Obrazy powstały, jak wskazują badania dendrochronologiczne, po roku 1441. Weyden już od 1435 roku piastował stanowisko miejskiego malarza i to jemu w 1439 roku złożono zamówienie na ozdobienie kaplicy. Jak wykazała analiza stylistyczna, zachowane obrazy zostały wykonane przez co najmniej trzech malarzy. Weyden własnoręcznie wykonał kilka postaci z pierwszego planu i projekt rysunków. Za głównego autora dzieła uważa się Mistrza Ekshumacji św. Huberta, autora m.in. rysunku do tryptyku Ukrzyżowanie ze scenami z legendy św. Eligiusza (Luwr, Cabinet des Dessins) czy obrazu Ukrzyżowanie (Gemäldegalerie).

## Opis obrazów
We Śnie papieża Sergiusza scena rozgrywa się w małej sypialni papieża Sergiusza I. Pogrążonego we śnie św. Sergiusza nawiedza anioł, który informuje go o tragicznej śmierci biskupa Maastricht (Tongeren) św. Lamberta, która nastąpiła w Liège. Anioł, trzymający w dłoniach atrybuty biskupie, czyli mitrę biskupią i pastorał, sugeruje papieżowi wybór św. Huberta na jego następcę. Po prawej stronie, na drugim planie, ukazane zostały poszczególne etapy z życia papieża Sergiusza (spotkanie z poselstwem proszącym o odpust, podróż do stolicy apostolskiej). Na trzecim planie, na schodach katedry św. Piotra, papież Sergiusz został ukazany w ważnej dla brukselskiego cyklu scenie, w której przekazuje św. Hubertowi atrybuty władzy biskupiej.       
Tłem dla Ekshumacji św. Huberta jest chór kolegiaty i prezbiterium św. Guduli. Na pierwszym planie widać proces wydobywania zwłok świętego z grobowca. Po lewej stronie grobowca klęczy biskup, którego twarz, jak i oblicze papieża Sergiusza, podobna jest do wizerunku jednej z postaci z Tryptyku z Miraflores. 
Prawdopodobnie te figury, jak i postać młodzieńca (lub grupę trzech młodzieńców) stojącego po prawej stronie sceny ekshumacji, namalował sam Weyden. Inne postaci z tego obrazu, głównie te przedstawiające wizerunki obu fundatorów i członków ich rodzin, wykonane zostały w późniejszym okresie. Obraz był wielokrotnie podrysowywany, a jego układ kompozycyjny jak wykazała reflektografia zmieniany. Inne prace przy obrazach zostały powierzone uczniom z pracowni Weydena. Przyczyną, dla której mistrz zrezygnował z osobistego tworzenia dzieł z cyklu św. Huberta, było otrzymanie w tym samym czasie innego, bardziej lukratywnego i wymagającego od strony artystycznej, zlecenia na wykonanie Tablic Sprawiedliwości Trajana i Herkinbalda.